# Thalestridae
Thalestridae é uma família de crustáceos da ordem Harpacticoida.